# Vladimír Herčík
Vladimír Herčík (17. července 1917 Činěves – 10. června 1989 Československo) byl český palubní radiotelegrafista 311. československé bombardovací perutě, diplomat UNESCO a evangelický farář.

## Život

### Před druhou světovou válkou
Vladimír Herčík se narodil 17. července v Činěvsi na Nymbursku. Mezi lety 1928 a 1936 studoval na gymnáziu v Kolíně, kde i odmaturoval. Byl činný ve Sdružení mládeže organizující evangelický dorost. Začal souběžně vysokoškolsky studovat na filosofické a bohoslovecké škole, bohoslovectví u něj postupně převážilo. Od roku 1938 studoval na teologické fakultě ve Štrasburku, kde dokončil čtyři ročníky.

### Druhá světová válka
Z důvodu vypuknutí bitvy o Francii ukončil Vladimír Herčík studia na teologické fakultě ve Štrasburku po dokončení čtvrtého ročníku. Uprchl do Marseille, odkud v lednu 1940 odplul do Spojených států amerických. Zde pokračoval ve studiu teologie. Počátkem roku 1942 se přihlásil do Československé armády v zahraničí a v březnu téhož roku odplul do Spojeného království. Zde byl zařazen k pěchotě, následně požádal o přeřazení k Royal Air Force, kam byl přijat. Po absolvování navigátorského, pilotního, spojařského a střeleckého kurzu byl v roce 1944 zařazen ke 311. československé bombardovací peruti, kde začal létat jako palubní radiotelegrafista a obsluha radaru. S perutí se účastnil protiponorkových hlídkových letů na oceánem. První operační let absolvoval v dubnu 1944. Mj. se zúčastnil útoků na ponorky a bombardování ponorkových základen. Dosáhl hodnosti poručíka. Demobilizován byl na konci roku 1945.

### Po druhé světové válce
Po odchodu z armádního letectva na konci roku 1945 nastoupil Vladimír Herčík do diplomatické služby. Začal pracovat jako sekretář Masarykova lidovýchovného ústavu v Praze a stal se dopisovatelem deníku Národní osvobození. Dne 16. září 1947 byl ustanoven zmocněncem Úřadu zahraničních vztahů (UNESCO) v Paříži. Pro tuto organizaci pracoval na různých funkcích do roku 1977, kdy odešel do důchodu. Žil v Paříži a několikrát se pokusil navštívit komunistické Československo. Naposledy přijel v roce 1989 a během pobytu dne 10. června zahynul při autonehodě. Tu obestírají nezodpovězené otázky (neodhalený viník, ztracené valuty, dokumenty a adresář). Pohřben byl 24. června 1989 na evangelickém hřbitově ve Velenicích.

## Vyznamenání
- Československá medaile Za chrabrost před nepřítelem